# Chi Giang, Nghi Xương
Chi Giang (chữ Hán giản thể: 枝江市, Hán Việt: Chi Giang thị) là một thành phố cấp huyện thuộc địa cấp thị Nghi Xương, tỉnh Hồ Bắc, Cộng hòa Nhân dân Trung Hoa. Thành phố này nổi tiếng nhờ công trình đập Tam Hiệp, Chi Giang cho đến thập niên 1990 còn là một huyện. Chi Giang nằm ở trung lưu của Trường Giang, nằm giữa Nghi Xương và Sa Thị của bình nguyên Giang Đông. Thành phố này có diện tích 1498,84 km².